# Paul Jenkins (Amerikaans acteur)
Paul Jenkins (Philadelphia, 2 augustus 1938 – Los Angeles, 1 juli 2013) was een Amerikaans acteur.

## Biografie
Jenkins werd geboren op 2 augustus 1938 in Philadelphia (Pennsylvania). Terwijl hij in New York woonde, begon hij rollen in het theater te spelen. Hij maakte zijn filmdebuut in 1968, met een kleine rol in Roman Polanski's thriller Rosemary's Baby. Al snel maakte hij carrière in de televisiewereld, waar hij rollen speelde in soapseries zoals The Secret Storm en Love of Life.
Uiteindelijk begon hij werk te vinden in televisieseries als bijfiguren of terugkerende personages. Jenkins zou het grootste deel van zijn carrière op televisie doorbrengen, waar hij een breed scala aan personages portretteerde, van advocaten tot priesters en politieagenten. Hij verscheen in meer dan 40 televisieseries tijdens zijn carrière, vooral in de jaren 70. Zijn meest opvallende rollen waren die van Professor Parks in vijf afleveringen van de Amerikaanse dramaserie The Waltons en Eddie in zes afleveringen van de soapserie Dynasty. Verder speelde hij gastrollen in series zoals  M*A*S*H, Columbo, Lou Grant, Kojak, The Partridge Family, Starsky and Hutch en The Rockford Files.
Voor zijn filmcarrière herenigde Jenkins zich in 1974 met Roman Polanski voor een rol als politieagent in Chinatown. Hij had een kleine rol in de met een Oscar bekroonde film Network, waar hij een studio-assistent speelde. Jenkins verscheen ook in de film Night Games uit 1980 als Sean Daniels, een van zijn zeldzame hoofdrollen, de film Hard to Hold uit 1984, en de film Sneakers uit 1992.
Zijn carrière liep door tot in de jaren negentig en tweeduizend, hoewel hij niet in hetzelfde aantal rollen zou verschijnen als in de jaren zeventig of tachtig. Hij stopte in 2005 met acteren, met zijn laatste acteerrol in een aflevering van Cold Case.
Jenkins was getrouwd met actrice Sally Jenkins. Hij overleed op 1 juli 2013 in Los Angeles op 74-jarige leeftijd.